# 35 км (Амурская область)
35 км — упразднённый в 2001 году железнодорожный разъезд на территории городского округа Белогорск Амурской области России. На момент упразднения входил в состав Успеновского сельсовета Белогорского района.

## География
Разъезд располагался у одноимённого путевого пункта на линии Белогорск — Благовещенск Забайкальской железной дороги, на расстоянии примерно 2 километров (по прямой) к юго-востоку от села Успеновка.

## История
Законом Амурской области от 6 июня 2001 года № 7-ОЗ, железнодорожный разъезд 35 км исключён из учётных данных.